# Papoose
Shamele Mackie (nascido em 5 de março de 1978), conhecido profissionalmente como Papoose é um rapper americano.
Conhecido por seus freestyles e produção prolífica de mixtapes, Papoose lançou quatro álbuns de estúdio e 29 mixtapes desde 1998.
Nascido em Nova York, ele começou a fazer rap na década de 1990, fazendo sua primeira aparição no álbum de Kool G Rap de 1998, Roots of Evil. Papoose produziu e distribuiu suas próprias mixtapes durante o início dos anos 2000, eventualmente assinando um contrato de US$ 1,5 milhão com a Jive Records. Depois que seu primeiro álbum de estúdio, The Nacirema Dream, foi repetidamente adiado e eventualmente arquivado, ele e o frequente colaborador DJ Kay Slay cortaram relações com a Jive e lançaram várias mixtapes gratuitas entre 2006 e 2013.  O álbum acabou sendo lançado em 26 de março de 2013, pela Honorable e Fontana. Seu segundo álbum, You Can't Stop Destiny, foi lançado em 2015.

## Vida pregressa
Shamele Mackie nasceu em 5 de março de 1978. Ele foi criado no bairro de Bedford-Stuyvesant, no Brooklyn. Embora um boato inicial afirmasse que sua ascendência remontava à Libéria, um teste de DNA matrilinear da African Ancestry, Inc. revelou que ele, na verdade, descende do povo Tikar que vive nos atuais Camarões. O apelido de “⁣Papoose⁣” foi dado a ele por sua avó por sua semelhança quando bebê com uma criança nativa americana.

## Carreira

### Primórdios (1998–2004)
Em 1998, Papoose fez sua estreia no rap no álbum Roots of Evil de Kool G Rap. Em 2004, ele lançou seu single de estreia, “Thug Connection”, que apresentava o lado b “Alphabetical Slaughter”. A Select Records ofereceu a ele um contrato de oito álbuns, que ele rejeitou.

### Breakthrough, mixtapes independentes (2005–2012)
Depois de uma passagem por Rikers Island, Papoose começou a produzir e vender mixtapes de forma independente, uma das quais ele apresentou ao DJ Kay Slay do lado de fora dos escritórios da Hot 97 de Nova York, que então convidou Papoose para seu programa de rádio. Impressionado com sua interpretação de “Alphabetical Slaughter”, Kay Slay o contratou para seu selo Streetsweepers. Papoose continuou a lançar mixtapes em um ritmo prolífico, mais de uma dúzia entre 2004 e 2006, e ganhou o Prêmio Justo Mixtape de Melhor Artista Underground em 2005. Durante esse tempo, ele se associou ao Flipmode Squad de Busta Rhymes, aparecendo no remix de “⁣Touch It”.

## Vida pessoal
Ele é primo do produtor multi-platina Pi'erre Bourne.
Papoose tem dois filhos com a ex-namorada Yvetta Lashley, Dejanae Mackie, nascida em novembro de 1996, e Shamele Mackie, nascida em abril de 1999. Ele também tem uma filha, Destiny, nascida em setembro de 2000.
Em 12 de maio de 2008, ele trocou votos de casamento com o rapper Remy Ma por telefone enquanto ela estava presa. Em fevereiro de 2016, eles se casaram oficialmente em uma cerimônia formal, apresentada no final da temporada de Love & Hip Hop: a sexta temporada de Nova York ' Ela deu à luz o primeiro filho do casal, Reminisce Mackenzie, em 14 de dezembro de 2018.